# Volvo Concept Coupe
La Volvo Concept Coupe è una concept car costruita dalla casa automobilistica svedese presentata al Salone dell'automobile di Francoforte nel settembre del 2013 e in seguito al salone dell'automobile di Tokyo nello stesso anno.

## Il contesto

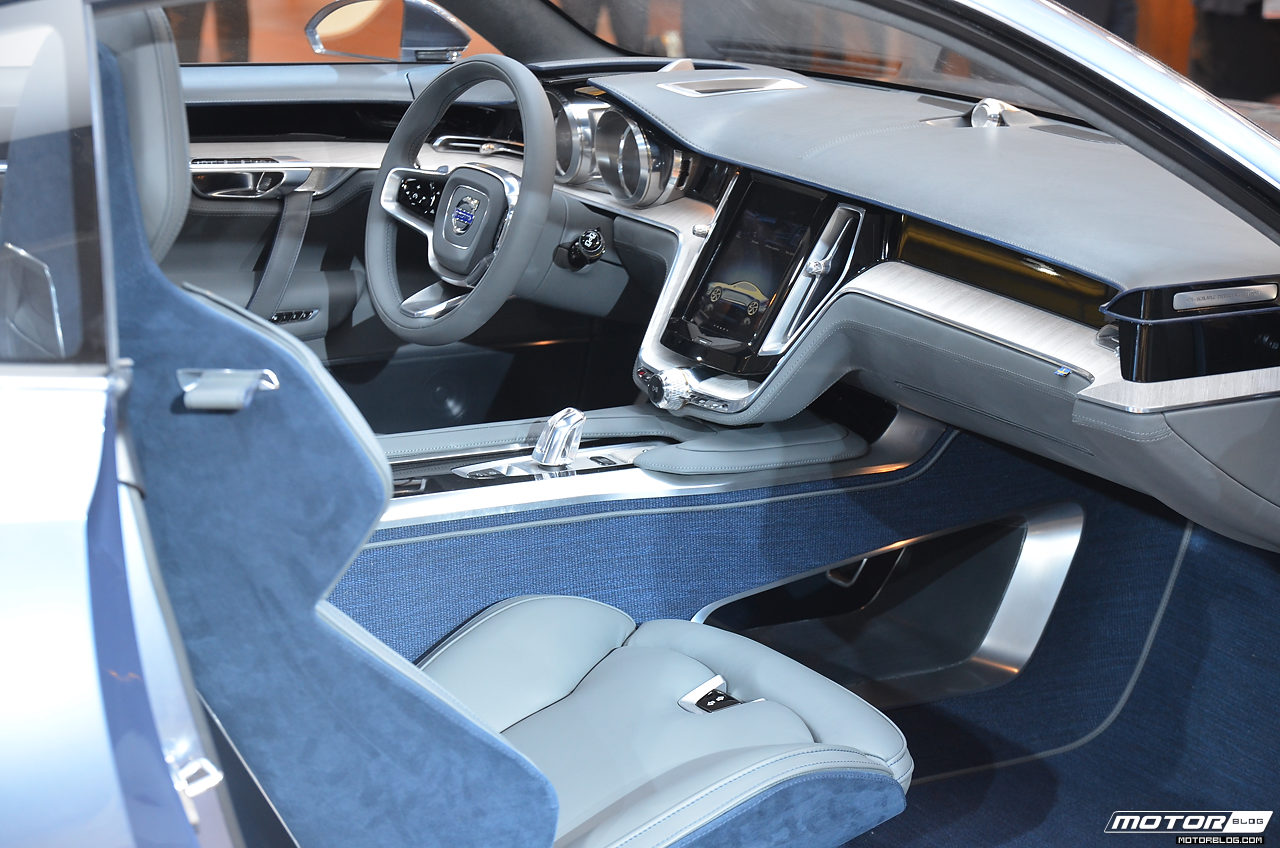
Posto di guida

La Concept Coupe è basata sulla nuova piattaforma denominata Scalable Product Architecture (SPA) che sarà la base dei futuri modelli Volvo a partire dalla seconda serie della Volvo XC90 presentata l'anno successivo.
Le ruote anteriori sono mosse da un propulsore a 4 cilindri a benzina di 2 litri di cilindrata della nuova famiglia di motori denominata Volvo Engine Architecture (VEA). Tale motore è dotato sia di un turbocompressore che della sovralimentazione tramite compressore volumetrico.
Le ruote posteriori sono invece spinte da un motore elettrico che trasformano l'auto in un'ibrida elettrica plug-in.
I due motori accoppiati generano una potenza di 400 cavalli e una coppia di 600 Nm.
L'auto è stata disegnata da Thomas Ingenlath prendendo ispirazione dalla Volvo P1800.